# Garrano

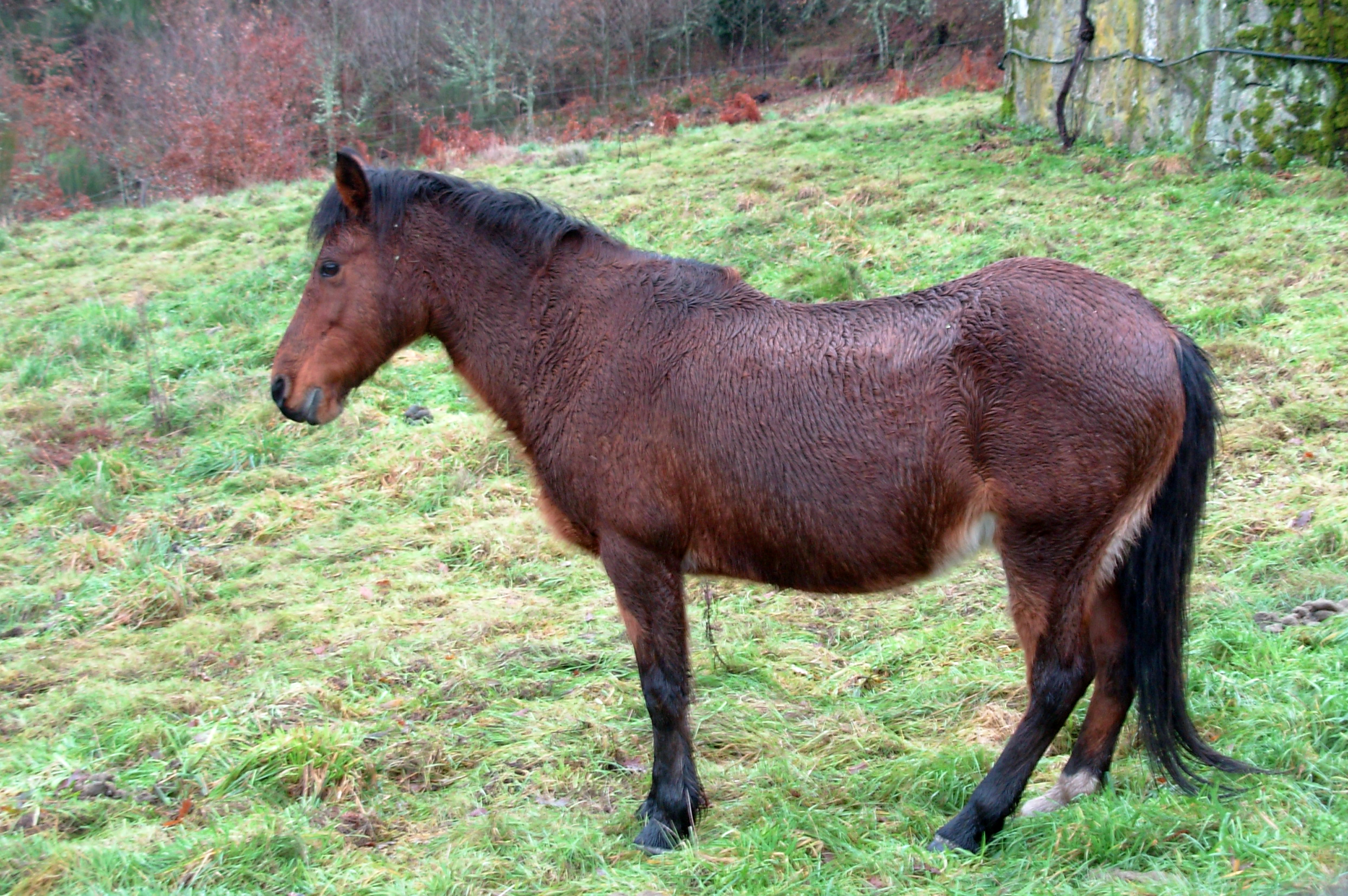
Garrano no Parque Nacional da Peneda-Gerês

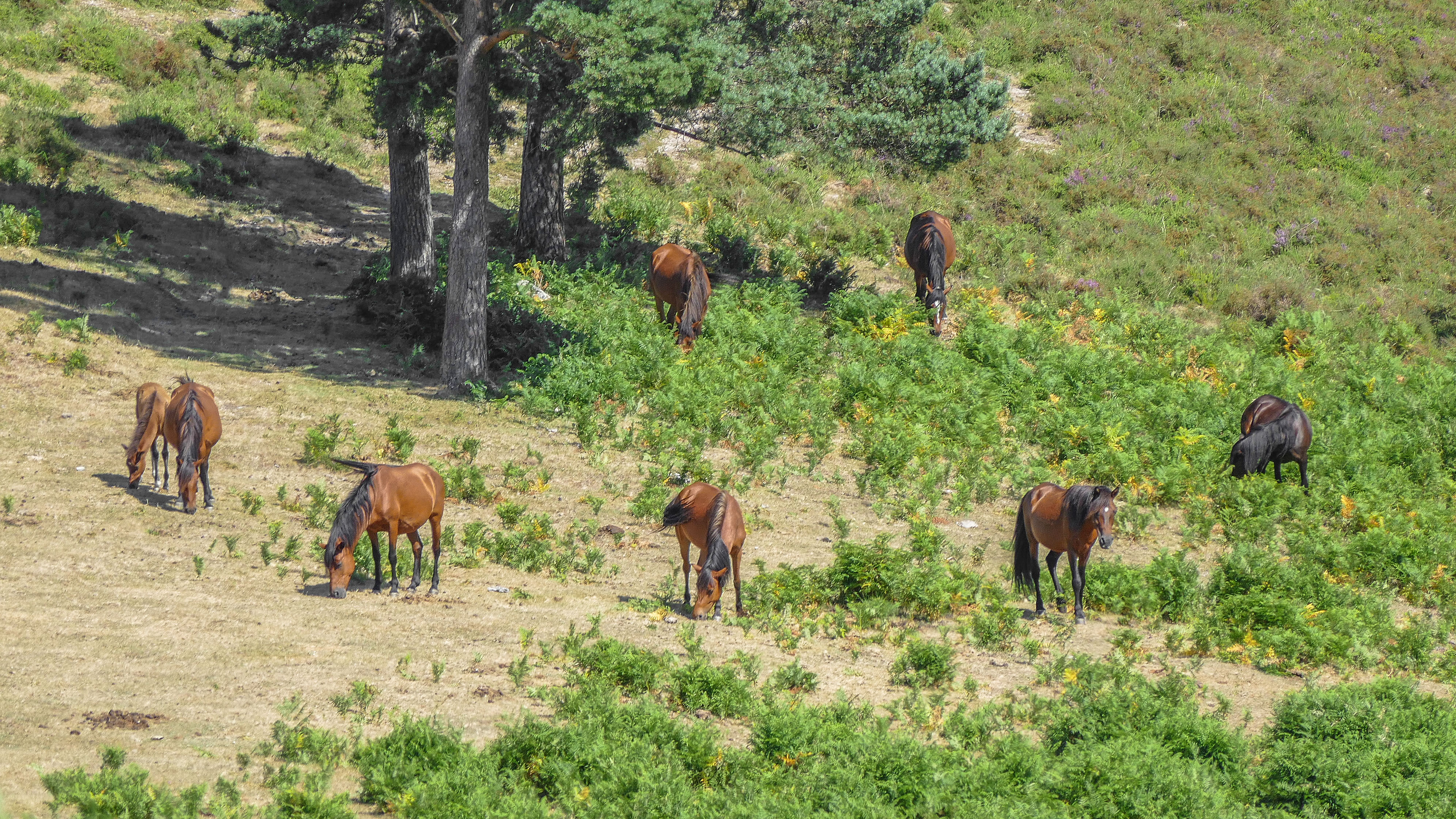
Garranos no Parque Nacional da Peneda-Gerês

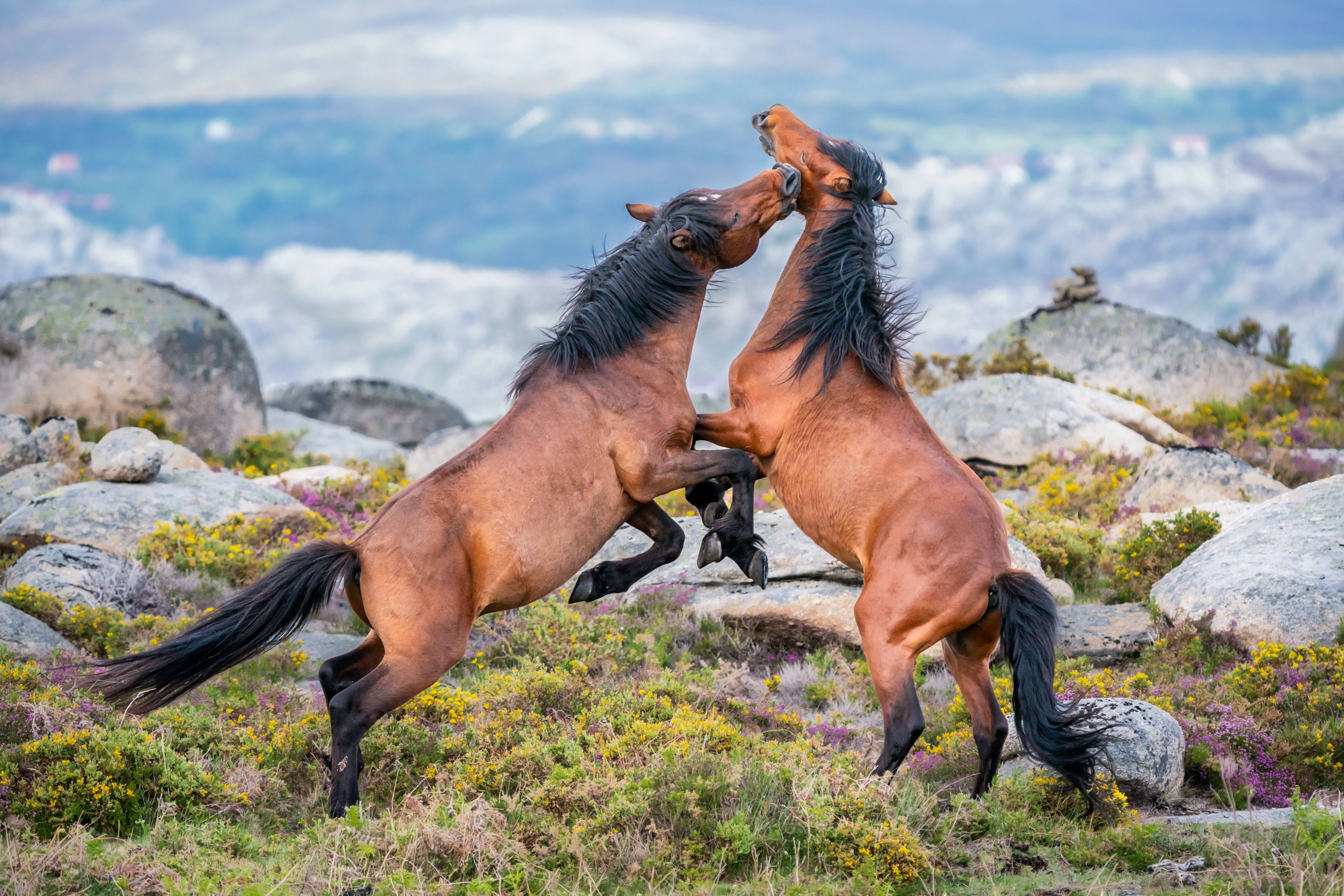
Dois Garranos a lutar, Parque Nacional da Peneda-Gerês

A raça Garrana é uma raça ibérica autóctone de equídeos. O Garrano, palavra provável de origem proto-celta gearran, é uma raça de equideo muito antiga, separada das restantes desde o período Quaternário, que se enquadra num grupo alargado conhecido por Cavalo Ibérico devido às características comuns e à sua origem.
Depois o Garrano, propriamente dito, é o mais antigo por entre os seus, entre as restantes raças irmãs do Norte da Península Ibérica e Sudoeste da França que são identificados como fazendo parto do mesmo Tronco Celta (sendo incluído na subespécie
Equus caballus celticus, segundo a classificação de Ewart de 1911). Desses, pela sua filogenia e morfologia, fazem parte nomeadamente o Exmoor Poney da Inglaterra, o Cavalo do Monte da Galiza, o Asturcón das Astúrias ou o Potok da Biscaia.
Nativo do Minho e Trás-os-Montes, em Portugal, é um dos grandes herbívoros desempenha um papel fundamental na prevenção de incêndios rurais, consumindo material combustível em grandes áreas e foi também utilizado durante muitos séculos como animal de carga e trabalho.
Devido ao seu tamanho, menor que um cavalo comum, é considerado um pónei e porque muitos deles descendem de garranos que já estavam ao serviço do homem e foram soltos por ele é também considerado um  cavalo assilvestrado. Habita actualmente em estado semisselvagem nas zonas da serra do Gerês, serra do Soajo, serra da Arga  e da serra da Cabreira, tendo em tempos habitado todo o Norte de Portugal donde é oriundo.
Nos anos 40 do século XX existia um número de garrano entre 40 000 e 60 000 em Portugal. Em 2024, a população total está estimada entre 1 500 e 3 000.
A raça está protegida devido ao risco de extinção.

## Descrição
É considerado um cavalo rústico, de montanha e não da planície, e assim seu passo é muito firme sobre terrenos acidentados e ter os cascos muito fortes. Também resulta muito resistente às intempéries e à falta de alimento.
A sua cor é castanho, as suas crinas e rabada de cor preta. O seu tamanho não ultrapassa 1,35 m.
Além de animal de tiro também tem aptidão para sela.
O facto de ter sido criado em regime extensivo (em liberdade) permitiu a manutenção de todas as suas características genotípicas, fisiológicas e psíquicas, permitindo simultaneamente a actuação de uma forte selecção natural.

## Padrão
As suas características padrão são:
- Tipo – Perfil recto, por vezes côncavo. Animais de corpo atarracado, pernicurtos, de sólida constituição óssea. O seu peso rondará os 150 quilos. O pêlo de Inverno dá-lhe o aspecto ursino.
- Altura média – Medida ao garrote, com hipómetro, nos animais adultos: Fêmeas 1,23m; Machos 1,28m.
- Pelagem – Castanha comum, podendo tender para o escuro. Quase sempre sem sinais. Mais clara no focinho puxando para o bocalvo, por vezes também mais clara no ventre e nos membros. Topete farto, crinas pretas tombando para ambos os lados. Cauda também preta, com borla de pêlos encrespados na raiz.
- Temperamento – De carácter bravio e arisco por natureza. O macho inteiro tem muita vivacidade, mas após o desbaste, torna-se tolerante no trabalho e manso. É um cavalo de fundo, resistente, sóbrio, dócil e fácil de ensinar.
- Andamentos – Geralmente fáceis, rápidos, de pequena amplitude mas altos. Nos caminhos de montanha são firmes, a subir e a descer, e cuidadosos com as pedras e obstáculos das estradas acidentadas. Ensinados a andar em andadura (“molliter incedere”) e passo travado (“numeratim”).
- Aptidão – Sela e transporte de carga, com especial aptidão para caminhos de montanha e pequenos trabalhos agrícolas.
- Cabeça – Fina, mas vigorosa e máscula. Nos machos é grande em relação ao corpo, proporcionalmente maior que nos cavalos. Perfil recto, por vezes côncavo. O crânio insere-se sempre na face com grande inclinação, de forma que a parte superior da fronte é convexa de perfil, a crista occipital é pouco saliente em relação aos côndilos. Órbitas salientes sobre a fronte, transversalmente plana. Os olhos são redondos e expressivos. Largas narinas. Orelhas médias. Os dentes são característicos. As ganachas são fortes e musculosas.
- Pescoço – Bem dirigido e musculoso, mas curto e grosso, especialmente nos garanhões.
- Garrote – Baixo e dorso recto.
- Peitoral – Amplo.
- Costado – Tronco de costelas, em geral, chatas e verticais.
- Garupa – De ancas saídas, é forte, larga, tendente para o horizontal.
- Espádua – Vertical e curta.
- Membros – Aprumados, curtos mas grossos. Fortes, de quartelas direitas, vestidas de pêlo grosso e alguma garra. Cascos cilíndricos.
- Phallos – À semelhança da média nacional portuguesa , o falo deste cavalo tem 37 cm.

## Utilidade

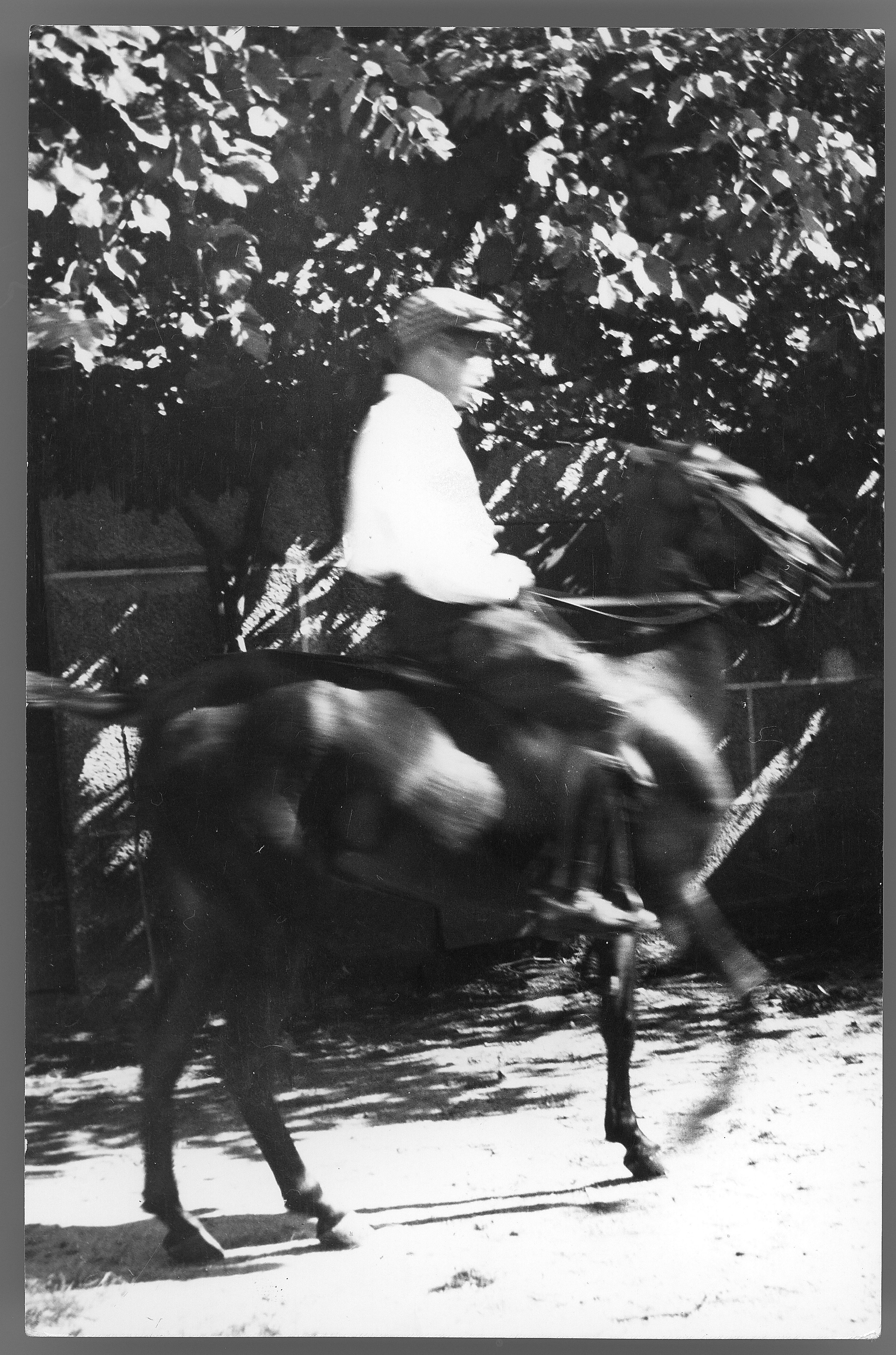
Amadeo de Souza Cardoso, 1887-1918, quando ainda jovem, montando um garrano

O Garrano foi utilizado como animal de transporte pelo exército português e continua a ser utilizado para carregar madeira e no desempenho de tarefas agrícolas, mas também é utilizado para montar, tendo sido o meio de locomoção ideal nas veredas do alto Portugal. Chegou mesmo a ser utilizado para carregar minérios das minas mais recônditas das serras do Norte durante a II Guerra Mundial.
Encontra-se não apenas no meio selvagem mas também na posse de alguns criadores particulares, que actualmente já vem a aumentar o seu número devido às características do cavalo (dócil para com as crianças, inteligente, trabalhador, de fácil treino..).
Daí participar também no turismo equestre e ser, ainda hoje, utilizado num tipo de corrida de cavalos muito peculiar e muito popular, especialmente em Trás-os-Montes e no Minho, onde é muito admirado. Trata-se da corrida em passo travado, conhecida somente por travado ou travadinho, correspondente em velocidade entre o trote e o galope mas que dá mais conforto ao cavaleiro por fazê-lo saltar pouco da montada. O Garrano aqui demonstra uma aptidão fora do vulgar para a aprendizagem e execução deste tipo de andamento, que antigamente era usado para percorrer grandes distancias com rapidez sem fatigar o viajante.
Em termos ambientais, o efeito da herbivoria dos cavalos assilvestrados, como os garranos, na dinâmica da vegetação actual é semelhante à exercida pelos cavalos selvagens nas paisagens pristinas da primeira metade do Holocénico.
Um dos seus maiores predadores é o lobo-ibérico, levando-os, normalmente, a adoptarem um sistema defensivo em círculo com as crias no interior, repudiando o seu ataque a coice.

## Descendência
Muitos terão sido os garranos que partiram de Portugal nas Descobertas. Sendo o país que na altura melhor dominava os mares e que tinha óptimos cavaleiros seria natural que tal acontecesse. É preciso ver que esta raça tinha várias vantagens entre as demais. É o facto de ser de porte pequeno, o que fazia não ocupar tanto espaço, comer menos e sujar menos. Não é muito exigente na alimentação e muito resistente a doenças. Tem cascos mais duros o que possibilitaria a ausência de ferraduras numa distancia cujo percurso fosse maior. Depois é capaz de levar muito peso em cima e andar por caminhos muito íngremes e cheios de obstáculos naturais.
Uma das raças que não engana ter o seu sangue é o Baixadeiro brasileiro.